# The Sins of the Father
The Sins of the Father é um romance lançado em 8 de maio de 2012 por Jeffrey Archer e o segundo livro da série Clifton Chronicles.  Seu enredo se passa alguns dias antes da Grã-Bretanha declarar guerra à Alemanha onde o protagonista busca revelações sobre seu passado. 

## Enredo
O jovem Harry Clifton possuia um futuro promissor na Inglaterra com Emma Barrington, a garota que ele ama, até que ele descobre um segredo de família que o leva para longe. Harry muda de identidade, junta-se a marinha mercante e muda-se para Nova Iorque. A mãe de Harry, Maisie Clifton, acredita que seu filho está morto, e passa a construir uma vida sem ele. Emma não desiste e parte em busca de Harry. Hugo Barrington, o inimigo de Harry, ainda está a tentar arruiná-lo. Giles Barrington, amigo de longa data de Harry, está com as forças britânicas na Europa. Então o paradeiro e as atividades de Harry permanecem um mistério. 